# Маккейб, Конлин
Конлин Маккейб (англ. Conlin McCabe; род. 20 августа 1990, Броквилл, Онтарио) — канадский гребец, выступающий за сборную Канады по академической гребле с 2006 года. Серебряный призёр летних Олимпийских игр в Лондоне, двукратный чемпион Панамериканских игр в Торонто, обладатель бронзовой медали чемпионата мира, победитель и призёр многих регат национального значения.

## Биография
Конлин Маккейб родился 20 августа 1990 года в городе Броквилл провинции Онтарио.
Заниматься академической греблей начал в возрасте девяти лет, проходил подготовку в местном одноимённом клубе «Броквилл». Позже состоял в гребной команде «Вашингтон Хаскис» во время учёбы в Вашингтонском университете в Сиэтле, неоднократно принимал участие в различных студенческих регатах, в частности трижды выигрывал чемпионат Национальной ассоциации студенческого спорта. Окончил университет в 2013 году, получив степень бакалавра искусств в области географии.
Впервые заявил о себе в гребле на международном уровне в сезоне 2006 года, когда вошёл в состав канадской национальной сборной и выступил на чемпионате мира среди юниоров в Амстердаме, где в распашных рулевых четвёрках занял четвёртое место.
В 2007 году побывал на юниорском мировом первенстве в Пекине, откуда привёз награду серебряного достоинства, выигранную в безрульных двойках.
В 2008 году в восьмёрках стал серебряным призёром на молодёжной регате в Бранденбурге.
В 2009 году стартовал на молодёжном мировом первенстве в Рачице и впервые на взрослом мировом первенстве в Познани — в обоих случаях финишировал в финале четвёртым.
На молодёжном чемпионате мира 2010 года в Бресте выиграл серебряную медаль в безрульных двойках, тогда как на взрослом чемпионате мира в Карапиро занял среди восьмёрок итоговое седьмое место.
В 2011 году в восьмёрках взял бронзу на мировом первенстве в Бледе. Также в этом сезоне победил на чемпионате мира в помещении CRASH-B, преодолев 2000-метровую дистанцию за 5:48,0 — таким образом стал первым в истории канадцем, сумевшим победить на этих соревнованиях в мужской открытой категории.
Благодаря череде удачных выступлений удостоился права защищать честь страны на летних Олимпийских играх 2012 года в Лондоне. В программе восьмёрок финишировал в решающем заезде вторым позади экипажа из Германии и тем самым завоевал серебряную олимпийскую медаль.
После лондонской Олимпиады Маккейб остался в составе гребной команды Канады и продолжил принимать участие в крупнейших международных регатах. Так, в безрульных четвёрках он выступал на чемпионатах мира 2013 года в Чхунджу и 2014 года в Амстердаме, тем не менее, попасть в число призёров не смог.
В 2015 году в четвёрках без рулевого стал бронзовым призёром этапа Кубка мира в Варезе и финишировал четвёртым на мировом первенстве в Эгбелете. Отметился успешным выступлением на домашних Панамериканских играх в Торонто, где выиграл золотые медали в безрульных четвёрках и рулевых восьмёрках.
Находясь в числе лидеров канадской национальной сборной, благополучно прошёл отбор на Олимпийские игры 2016 года в Рио-де-Жанейро. В программе четвёрок без рулевого квалифицировался в главный финал и расположился в итоговом протоколе соревнований на шестой строке.
В сезоне 2017 года попробовал себя в парных лодках, стартовал на этапе Кубка мира в Люцерне и на мировом первенстве Сарасоте, но больших успехов здесь не добился.
На чемпионате мира 2018 года в Пловдиве в восьмёрках сумел квалифицироваться только в утешительный финал В и стал итоге восьмым.
В 2019 году в зачёте безрульных двоек завоевал бронзовую медаль на этапе Кубка мира в Познани.
Двоюродный брат канадской пловчихи Марты Маккейб, также участвовавшей в Олимпиаде в Рио-де-Жанейро.